# 卡德納爾卡羅省

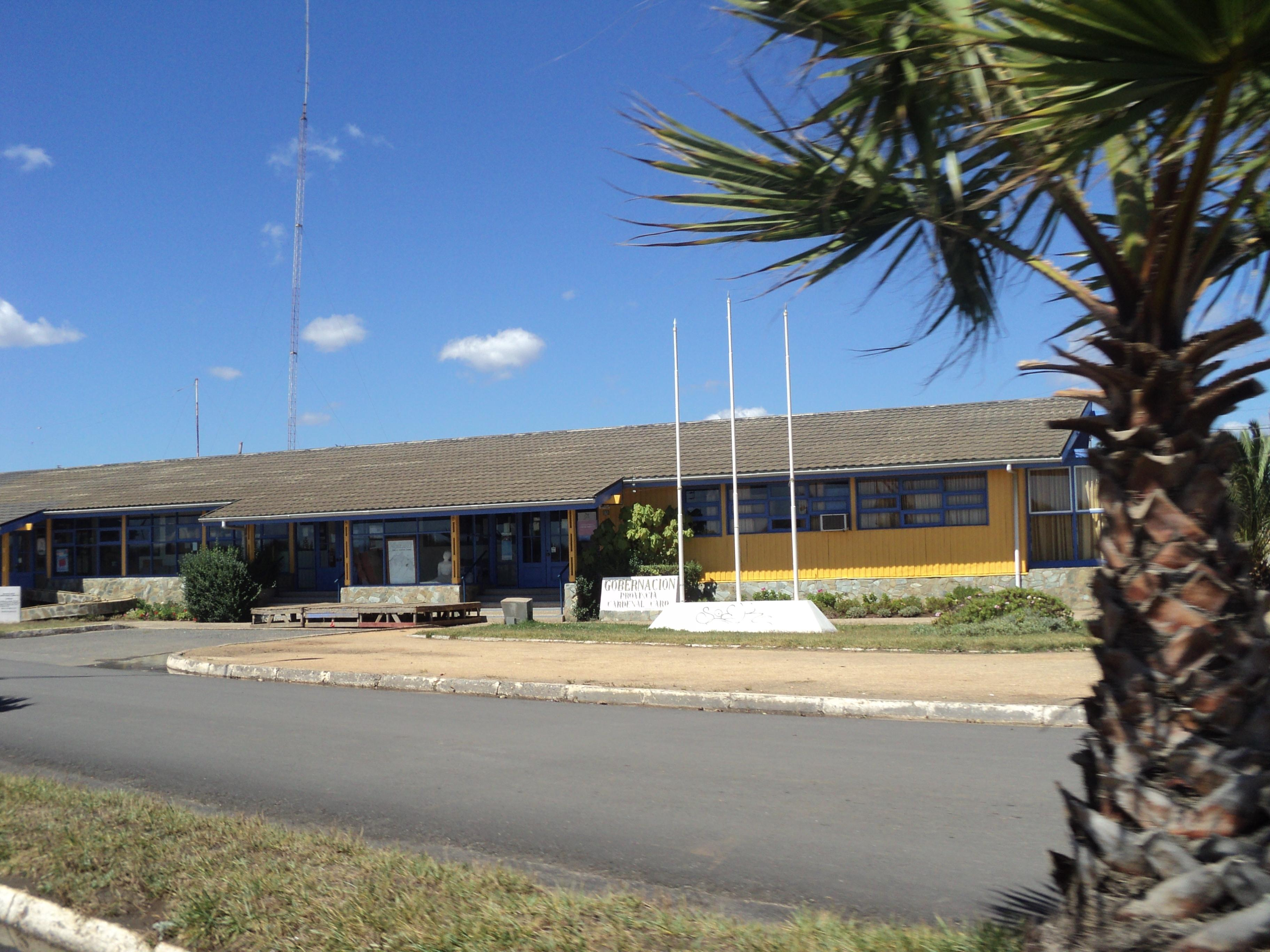

卡德納爾卡羅省（西班牙語：Provincia Cardenal Caro）是智利的54個省份之一，位於該國中部，由奧伊金斯將軍解放者大區負責管轄，首府設於皮奇莱穆，面積3,324平方公里，2002年人口41,160，人口密度每平方公里12.4人。

## 外部連結
- Government of Cardenal Caro （页面存档备份，存于） （西班牙文）